# Theope aureonitens
Espèce
Theope aureonitens est une espèce d'insectes lépidoptères appartenant à la famille  des Riodinidae et au genre Theope.

## Taxonomie
Theope aureonitens a été décrit par Henry Walter Bates en 1868.

### Sous-espèces
- Theope aureonitens aureonitens
- Theope aureonitens gratilis Brévignon, 2011[2].

## Description
Theope aureonitens est un papillon marron très foncé et bleu. Les ailes antérieures ont une bordure costale et une large bordure externe marron très foncé laissant une large bande bleue, alors que les ailes postérieures sont totalement de couleur bleue à violacé chez le mâle, avec un bord externe marron chez la femelle.
Le revers est jaune d'or et la frange est elle aussi jaune sauf sur le long du bord externe de l'aile antérieure.

## Écologie et distribution
Theope aureonitens est présent en Guyane, en  Équateur et au Brésil,.

### Biotope
Il réside en hauteur, le poste des mâles étant à 5 mètres de haut dans les arbres.

### Protection
Pas de statut de protection particulier.